# Magdalena Hedwig Röder
Magdalena Hedwig Röder (* 1656 in Lübeck; † 19. September 1687 in Tellingstedt) war eine deutsche Malerin.

## Leben

### Familie
Magdalena Hedwig Röder war die älteste Tochter des Juristen Joachim Röder (* 1623 in Lübeck; † 1689) und seiner Frau Anna, geb. Schöttler († 1699). Joachim Röder (1672–1729), der Auslöser der Röderschen Unruhen 1727 wegen angeblicher Münzmanipulationen, war ihr Bruder.
Sie heiratete 1685 den Pastor Johann(es) Wilde und siedelte mit diesem nach Tellingstedt über. Kurz nach der Geburt des ersten Kindes, des späteren Pastors und Propsten von Norderdithmarschen Johann Wilde (* 2. September 1687; † 1742) starb sie.

### Künstlerisches Wirken
Zur malerischen Ausbildung von Magdalena Hedwig Röder liegen keine Erkenntnisse vor. Sie scheint aber in Beziehung zur Familie Kniller gestanden zu haben. Das einzige ihr sicher zuzuschreibende Bild, das großformatige Ölbild Elias und der Engel (1,55 m × 1,75 m), stiftete sie nach einer Inschrift auf dem Rahmen 1681 der Lübecker Katharinenkirche. Das Gemälde, das seit 1945 im Magazin des St.-Annen-Museums verwahrt wird, ist an einem themengleichen Bild von Godfrey Kneller orientiert, das 1672 datiert ist und heute in der Tate Gallery hängt.
Ein weiteres Bild, das früher ebenfalls in der Katharinenkirche hing und Das Opfer des Manoah (2,15 m × 1,75 m) zeigt, wurde ihr ebenfalls zugeschrieben. Nach Recherchen von  Ulrike Wolff-Thomsen ist es jedoch aus stilistischen Gründen eher als ein Frühwerk von Godfrey Kneller anzusehen.